# Quercus alienoserratoides
Quercus alienoserratoides là một loài thực vật có hoa trong họ Cử. Loài này được T.B.Lee miêu tả khoa học đầu tiên năm 1961.